# Laval-en-Brie
Laval-en-Brie település Franciaországban, Seine-et-Marne megyében. Lakosainak száma 394 fő (2022. január 1.). Laval-en-Brie Saint-Germain-Laval, Salins, La Chapelle-Rablais, Coutençon, Échouboulains és Forges községekkel határos.

## Népesség
A település népességének változása:
| Lakosok száma | 463  | 465  | 470  | 448  | 429  | 410  | 403  | 395  | 394  |
|               | 2013 | 2015 | 2016 | 2017 | 2018 | 2019 | 2020 | 2021 | 2022 |